# Харлов, Фёдор Евдокимович
Фёдор Евдокимович Харлов (5 февраля 1916, Головное, Тобольская губерния — 24 марта 1944, Богдановский сельский совет, Одесская область) — участник Великой Отечественной войны, Герой Советского Союза, младший сержант.

## Биография
Ф. Е. Харлов родился 5 февраля 1916 года в крестьянской семье в селе Головном Кривинской волости Курганского уезда Тобольской губернии, ныне село входит в Лебяжьевский муниципальный округ Курганской области. Русский.
После смерти родителей воспитывался у старшего брата Никиты сначала в Варгашах, затем в Кургане. В 1931 году окончил 4 класса начальной школы № 2 города Кургана, которая находилась на улице Пушкина. Затем два года учился на курсах «Совхозуч» совхоза «Заря» и получил специальность счетовода. Курсы окончил в 1933 году и был выпущен с должностью бригадир. На курсах был премирован три раза за хорошую учёбу и практику.
По окончании курсов в августе 1933 года поступил на работу на Варгашинскую МТС учётчиком тракторного парка. Работал один год три месяца и один год счетоводом тракторного парка. В 1937 году стал бухгалтером налоговой инспекции Варгашинского райфинотдела. Имея незаконченное среднее образование, готовился к дальнейшей учёбе, но помешала война.
В июне 1941 года добровольцем пришёл в Варгашинский райвоенкомат, но не прошёл медкомиссию. Только 11 июля с третьей попытки прошёл медкомиссию и был все-таки призван в Рабоче-крестьянскую Красную Армию Варгашинским РВК Челябинской области. С октября того же года в действующей армии. Воевал в пехоте на Западном, Юго-Западном, Степном и 3-м Украинском фронтах. Окончил полковую школу сержантского состава, командовал отделением. Был дважды ранен — 11 августа 1942 года под Харьковом и осенью 1943 года. Был членом ВЛКСМ.
С марта 1943 года командовал отделением заградотряда 113-й стрелковой дивизии. К концу 1943 года задержал с отделением более 300 человек военнослужащих других частей, праздношатающихся граждан, незаконно проживающих в сёлах расположения КП дивизии и лично задержал 7 человек дезертиров из части, которые были направлены по принадлежности.
С января 1944 года член ВКП(б).
К 22:00 21 марта 1944 года 1292-й стрелковый полк вышел к восточному берегу реки Южный Буг и под сильным ружейно-пулемётным и артминомётным огнём производил разведку переправ, но их установить не удалось — весь берег обрывистый, контрэскарпированный противником. 22 марта в 22:00 и в 23:00; 23 марта в 01:00, в 04:00 полк предпринимал безуспешные попытки форсировать реку. 
С 20:00 23 марта до 06:00 24 марта 1944 года передовому отряду удалось форсировать Южный Буг и переправить взвод разведки, взвод автоматчиков и 1 взвод стрелковой роты (всего 35 чел.) и роту ПТР 239-го ОИПТД (12 чел.). Командир отделения 2-й стрелковой роты 1292-го стрелкового полка 113-й стрелковой дивизии 57-й армии младший сержант Фёдор Евдокимович Харлов добровольно вошёл в состав первой группы. Во время переправы группа была обстреляна немцами. Лодка, в которой он переправлялся, отвлекла внимание противника, благодаря чему первая группа достигла берега, но младший сержант Ф. Харлов погиб (в Наградном листе от 26 марта 1944 года указано, что участвовал в боевых действиях с 15 октября 1941 года по 11 августа 1942 года и с 5 марта 1943 года по 24 марта 1944 года, а в Именном списке безвозвратных потерь указана дата выбытия 26 марта 1944 года). В ходе переправы потери убитыми составили 5 чел., ранеными — 9 чел., утонувшими — 3 чел., лошадей ранено — 5. В течение дня они вели бой за расширение плацдарма; за участие в том бою также стали Героями Советского Союза старший сержант Константин Иванович Фролов и Василий Тимофеевич Белов.
Переправа находилась на 1 километр севернее хутора Виноградный Сад Богдановского сельского совета (укр. Богданівська сільська рада (Доманівський район)) Доманёвского района Одесской области Украинской ССР, ныне село, сельский совет и район входят в Николаевскую область Украины. Ширина русла в районе переправы — 70 метров, глубина — 3—8 метров, скорость течения 1,5 м/с.
В ночь на 25 марта 1944 года были предприняты попытки переправить на плацдарм подкрепление, но ввиду быстрого течения этого не удалось; потери убитыми составили 1 чел., ранеными — 4 чел., утонувшими — 1 чел. В ночь на 26 марта 1944 года было переправлено на плацдарм до 70 чел. подкрепления и к 27 марта они вышли к восточной окраине хутора Виноградный Сад.
Фёдор Евдокимович Харлов похоронен в братской могиле, расположенной 400 метров севернее окраины села Бугское 2-го Константиновского сельсовета Арбузинского района Одесской области, ныне село входит в Константиновского поселкового совета (укр. Костянтинівська селищна рада (Арбузинський район)) Николаевской области Украины. Перезахоронен в братской могиле в парке села Виноградный Сад Доманёвского района Николаевскую область. В той же братской могиле похоронен Герой Советского Союза Филипп Михайлович Андреев.

## Награды
- Герой Советского Союза, 3 июня 1944 года, посмертно[4]:
  - Орден Ленина
  - Медаль «Золотая Звезда»
- Медаль «За боевые заслуги», 30 января 1944 года[5].

## Память
- Улица в посёлке Варгаши (ранее улица Сенная).
- Улица в селе Головном Лебяжьевского района (бывш. с. Нижне-Головное).
- Ежегодно редакция Лебяжьевской районной газеты «Вперед» проводит районные лыжные соревнования на приз имени Героя Советского Союза Ф. Е. Харлова, учрежденный редакцией[6]. В 2020 году соревнования прошли в 40-й раз.